# Stjepan Radić

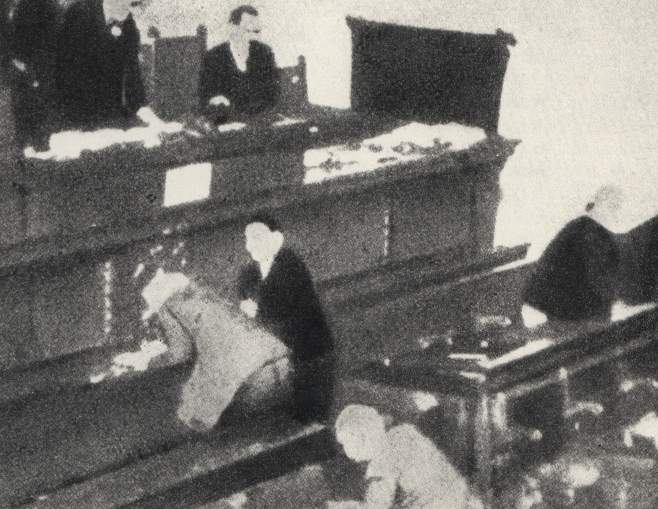
Střelba v jugoslávském parlamentu v roce 1928 - konec jedné etapy v dějinách státu a také i Stjepana Radiće, který byl zastřelen

Stjepan Radić (Trebarjevo Desno u Sisaku 11. červen 1871 – 8. srpen 1928, Záhřeb) byl chorvatský politik v časech království Srbů, Chorvatů a Slovinců. Jako předseda a zakladatel chorvatské selské strany byl vlivným politickým představitelem a reprezentantem nemalého počtu chorvatských obyvatel tehdejší Jugoslávie.

## Životopis a politická práce

### Rakousko-Uhersko
Po absolvování gymnázia se v roce 1891 zapsal na právnickou fakultu univerzity v Záhřebu. Ze studií byl po dvou letech pro své politické postoje vyloučen a krátce vězněn. Po krátkém pobytu v Rusku pokračoval ve studiích práv v Praze a Budapešti, ale v obou případech byl opět vyloučen a bylo mu zakázáno studium na všech univerzitách v Rakousko-Uhersku. V Praze se naučil plynně česky a seznámil se a v roce 1898 oženil s Marií Dvořákovou, s níž měl později čtyři děti. V letech 1897–1899 vystudoval v Paříži Vysokou politickou školu. Později se živil nějakou dobu v Praze ve spolupráci s českými listy. Jako znalec českého prostředí v roce 1900 v Praze politicky spolupracoval s Českou stranou národně sociální, když se na jejím sjezdu podílel na stranickém programu. Jakmile byla situace nevhodná a policie začala Radiće pronásledovat, odešel do Zemunu (který byl před první světovou válkou nejvýchodnějším cípem Chorvatska). Tam pracoval jako zahraniční dopisovatel pro řadu deníků, ať už českých, tak i francouzských apod. Od roku 1902 pracoval v Záhřebu jako sekretář Sjednocené chorvatské opozice; byl také redaktorem časopisu Hrvatska misao (Chorvatská mysl). Se svým bratrem Antunem založil roku 1904 Chorvatskou lidovou selskou stranu (HPSS). Do chorvatského Saboru byl poprvé zvolen v roce 1908 za volební obvod Ludbreg.

### Království SHS
Po skončení první světové války se Radić jako politik nějakou dobu aktivní v chorvatské politické scéně podílel na vyjednávání uspořádání společného jihoslovanského státu. Při tom se ostře postavil proti centralizačním snahám, jejichž zastánci byli především Srbové.
Když se diskutovalo o budoucí podobě jugoslávské ústavy, Radićova HRSS stála zcela mimo všechny tábory, které se víceméně jen lišily mírou autonomie pro jednotlivé subjekty království. On naopak vypracoval návrh, ve kterém počítal s takovou podobou Chorvatska, uvnitř Jugoslávie, které by mělo statut plně suverénní selské republiky. Na základě této koncepce také i fungovala HRSS a takovou politiku Radić později prosazoval na půdě jugoslávského parlamentu. I přesto, že byla prosazena Vidovdanská ústava, která centralistické uspořádání posvětila; Radić neustále pokračoval v ostré kritice poměrů, které považoval za nevýhodné pro Chorvatsko a své oponenty z řad hlavně Srbů velmi často napadal. V polovině 20. let se HRSS přiklonila k Selské internacionále, organizované z Ruska, což tehdejší silně antibolševickou jugoslávskou vládu vedlo k tomu, aby proti Radićově straně tvrdě zakročila. Nejprve tak tehdejší jugoslávský premiér činil výhrůžkami, později ale i konkrétními kroky. Radić věděl o tom, že se ho bude snažit vláda zatknout, a proto odešel na krátkou dobu do západní Evropy. Nakonec byl ale dopaden, zatčen a odsouzen k odnětí svobody. Byl proti němu použit stejný postup, jaký použila jugoslávská vláda proti komunistické straně v roce 1920. Souzeni byli také i členové vedení HRSSS; bylo jim zakázáno vydávat politické publikace a konat sjezdy.
HRSS však mohla i nadále kandidovat ve volbách a svojí kandidátku sestavila na základě členů s nižším postavením. Radić byl sám značně prorusky orientován; apeloval na jugoslávskou vládu, aby navázala diplomatické styky se Sovětským svazem co nejrychleji. To však bylo právě vzhledem k vyhraněnému antikomunismu bělehradské vlády složité. Tehdejšímu premiérovi Svetozaru Pribičevićovi se naopak proruské postoje politického rivala ukázaly být jako dobrou politickou zbraní; sám o něm vydal dehonestující informace o jeho stycích s III. internacionálou.
Po úspěchu radićovců ve volbách v roce 1925 bylo ohlášeno, že jak předseda, tak i celá strana uznávají ústavu, státní zřízení a postavení dynastie Karađorđevićů. Nic tak již nestálo v cestě k Radićově omilostnění; HRSS sestavovala novou vládu a Radić v ní měl post ministra školství.
Díky účasti ve vládě však nyní mohl snadno prosadit svůj cíl, kterým byla revize jeho stranou tolik nenáviděné Vidovdanské ústavy. Koaliční vláda však nakonec skončila v roce 1927 krachem (odchodem ministrů za HSS), neboť mezi jejími představiteli docházelo neustále k rozporům. Po roce 1927 s vytvořili Radić s Pribićevićem opoziční blok s názvem Selsko-demokratská koalice.
Radićova politická kariéra skončila střelbou poslance Račiće v bělehradském parlamentu v červnu 1928, při které byl zasažen. Na následky zranění počátkem srpna zemřel. Jeho smrt vyprovokovala mnohé Chorvaty k neústupnosti a vedla k vytvoření až mučednického obrazu tohoto politika. I současné době je považován v Chorvatsku za jednoho z nejvýznamnějších předáků národa v meziválečném období.
V roce 1990 byla na jeho počest přejmenována vesnice Šabac Vrbovečki, nacházející se jihovýchodně od Vrbovce, na Naselje Stjepana Radića (tj. vesnice Stjepana Radiće).